# Pino Putignani
Pino Putignani (Trento, 29 gennaio 1976) è un cantautore e regista italiano.

## Biografia
Ha debuttato nel 2002 con il singolo La caccia (SONY-DADC/L'alternativa Ed.Musicali), seguito dall'album Cosa c'è che non va?, edito da Azzurra Music.
Nel 2005, dopo la pubblicazione del singolo La caccia in Brasile, ha tenuto cinque concerti nello stato di San Paolo e nel 2006 a New York, incontrando la comunità italiana a Long Island. Ha pubblicato, sempre nel 2006 l'album Live in Brasil, inciso in occasione del concerto tenuto per i cinquant'anni dello Sport Center di San Paolo. L'album, realizzato in post produzione in Italia da Alex Carlin, conteneva il brano Le Intermittenze del Cuore, suonato interamente dal poli-strumentista Stefano Pisetta.
Nel 2008 l'album Omnia è stato pubblicato su una penna USB e nel 2011 ha girato in 3D il video musicale del singolo Un'altra primavera, scritto con Antonio Fabiane, anticipazione dell'album con soli 6 brani Autobiografia non autorizzata. Il video musicale è stato prodotto con una telecamera 3D, con la regia di Sandro DeManincor e la produzione di Nitida Immagine. L'altro singolo tratto dall'album è stato L'almanacco della felicità, scritto con Pietro Fabiane.
A seguito della pubblicazione dell'album "Autobiografia non autorizzata", Pino Putignani ha tenuto una serie di fortunati concerti in tutta Italia. I più significativi  il 29 gennaio 2011 a Bologna, il 5 marzo 2011 a Palermo, il 13 aprile 2011 a Trento, il 21 aprile 2011 a Pordenone.
Nel 2013 è stato executive producer dello spot pubblicitario estivo della Melinda per la regia di Sandro DeManincor e la produzione di Nitida Immagine. Sempre nello stesso anno ha realizzato come regista una versione dei Carmina Burana.
Settembre 2016 è stato segnato senza dubbio dalla regia dello speciale televisivo La lezione di Stava, realizzato in occasione dei 30 anni dalla tragedia che colpì la valle di Fiemme, in Trentino, il 19 luglio 1985. Lo speciale, andato in mondovisione, è stato trasmesso in Italia dalla sede romana di Telepace.
Il 27 febbraio 2016 è stato pubblicato il disco Canti della montagna, prodotto da Pino Putignani in occasione dei 50 anni di ANFFAS Trentino Onlus : il disco propone una eccellente esecuzione del coro della SAT accompagnato dall'orchestra Haydn di Bolzano e Trento che interpretano brani storici del repertorio della montagna.
Nell'ottobre 2017 ha realizzato la regia televisiva per il canale OnSportLive delle finali del campionato mondiale di Offshore a Chioggia.
Nel 2018 dirige la produzione televisiva del campionato italiano di offshore, per la regia di Nazareno Balani, con OnSportLive, in onda su RAI Sport.
Sempre nel 2018 è stato regista del video live del concerto di Sananda Maitreya al festival Suoni di Marca di Treviso.

## Discografia

### Album studio
- 2003 - Cosa c'è che non va? - CD album (Gulliver Records/Gulliver Studio e Azzurra Music)
- 2008 - Omnia - pen drive album (Gulliver Records/Gulliver Studio)
- 2011 - Autobiografia non autorizzata - cd album (Gulliver Records e Azzurra Music)

### Singoli
- 2002 - La caccia - CD singolo (Gulliver Records-Gulliver Studio)
- 2006 - Le intermittenze del cuore - cd singolo (Gulliver Records/Gulliver Studio)
- 2011 - L'almanacco della felicità - cd singolo (Gulliver Records e Azzurra Music)
- 2011 - Un'altra primavera - cd singolo (Gulliver Records e Azzurra Music)

### Album Live
- 2006 - Live in Brasil - cd album (Gulliver Records/Gulliver Studio)